# Guy Gavriel Kay
Guy Gavriel Kay (Saskatchewan, Kanada, 7. studenog 1954.) je kanadski pisac fantastike. Njegova djela smještena su u imaginarni svijet koji podsjeća na stvarni svijet u stvarnim povijesnim periodima, na primjer Konstantinopol za vrijeme Justinijana I. ili Španjolska za vrijeme Cida. Djela su objavljena i na tržištu označena kao povijesna fantastika, iako sam Kay rado izbjegava bilo kakvu kategorizaciju kad god je to moguće.

## Životopis
Kay je rođen u Weyburnu, Saskatchewan, a odrastao je u Winnipegu, Manitoba. Kao student na Sveučilištu u Manitobi došao je u kontakt s Christopherom Tolkienom, sinom J. R. R. Tolkiena. Christopher je trebao asistenta za uređivanje očevih neobjavljenih djela, te je kontaktirao Kaya koji se zatim prebacio na sveučilište Oxford i počeo raditi s Tolkienom na uređivanju Silmarilliona.
Vratio se u Kanadu 1976. godine da završi studij prava na Sveučilištu u Torontu, te je postao zainteresiran za pisanje fantastike. 
Njegova prva knjiga, Stablo ljeta, objavljena je 1984. godine. 

## Djela
- Fionavarska tapiserija, trilogija:
  - Stablo ljeta (The Summer Tree) (1984.)
  - Lutajući plam (The Wandering Fire) (1986.), dobitnica nagrade Aurora 1987.
  - Najtamnija cesta (The Darkest Road) (1987.)
- Tigana (Tigana) (1990.), dobitnica nagrade Aurora 1991.
- Pjesma za Arbonnu (A Song for Arbonne) (1992.).
- Lavovi Al-Rassana (The Lions of Al-Rassan) (1995.)
- Sarantinski mozaik, u dva dijela: 
  - Odjedriti u Sarant (Sailing to Sarantium) (1998.)
  - Gospodar careva (Lord of Emperors) (2000.)
- Posljednja svjetlost sunca (The Last Light of the Sun) (2004.)
- Ysabel (Ysabel) (2007.)
- Under Heaven (2010.)